# ساینوماش
ساینوماش (انگلیسی: China National Machinery Industry Corporation) شرکت دولتی صنایع سنگین چینی است، که در سال ۱۹۹۷ تأسیس شد.